# Hirschbach im Mühlkreis
Hirschbach im Mühlkreis je obec v okrese Freistadt v rakouské spolkové zemi Horní Rakousy.